# Merophysia lata
Merophysia lata is een keversoort uit de familie zwamkevers (Endomychidae). De wetenschappelijke naam van de soort werd in 1872 gepubliceerd door Ernst August Hellmuth von Kiesenwetter.